# Palau Gradenigo
El Palau Gradenigo és un palau de Venècia, situat al barri de Santa Croce (768), prop del Palau Soranzo Cappello i de l'església de San Simeone Profeta. Té vistes al riu Marín.

## Història
Construït segons un disseny de l'arquitecte Domenico Margutti, deixeble de Longhena, a finals del segle XVII per ser la gran residència de la família Gradenigo, una de les més il·lustres del patriciat venecià. Durant els segles de la seva esplendor, el palau va ser l'escenari de grandioses celebracions, que tenien lloc als jardins de Gradenigo.
A principis del segle XX, els mateixos jardins, encara intactes, van inspirar alguns llocs d'Il Fuoco del poeta Gabriele D'Annunzio.
Actualment en bon estat després de ser restaurat el 1999, el palau només és parcialment propietat de la família que el va encarregar.

## Descripció
La façana, dividida en tres nivells més unes golfes obertes per petites finestres quadrades, dona al canal, sobre el qual, a la planta baixa, s'obren dos portals.
Les dues plantes principals són asimètriques: la primera s'obre amb una sèrie de deu finestres monófores amb balustrades; la segona amb finestres més grans amb màscara, entre les quals, a l'extrem esquerre, destaca una finestra quadrifores que correspon, a la façana que dona al jardí, a una finestra trifora.
És precisament el jardí el que va fer famós el palau: de fet, fins a principis del segle xx, va ser un dels majors actius de la família Gradenigo, sent un dels més sumptuosos de la ciutat i la llacuna i sent extremadament gran: en queda molt poc, després del desenvolupament de la construcció a la zona circumdant.
A l'interior, gran part de la decoració pictòrica original ha estat manipulada; tanmateix, queden estucs del segle XVII i alguns frescos del segle XVIII atribuïts a Jacopo Guaraná.